# Prinz Freya
Prinz Freya (jap. 偽りのフレイヤ Itsuwari no Freya) ist eine Manga-Serie von Keiko Ishihara, die seit 2017 in Japan erscheint. Der Manga ist in die Genres Shōjo und Romantik einzuordnen und wird ins Deutsche und Englische übersetzt.

## Inhalt
Das Land Tyr wird von seinem größeren Nachbarn bedroht, dem Reich Sigurd. Noch lebt die junge Freya ein friedliches Leben im Dorf Tena in Tyr, wo sie sich um ihre kranke Mutter Skadi kümmert. Doch ihre beiden Stiefbrüder Aaron und Alexis sind bereits im Krieg für Tyr. Aaron hat es sogar bis in die Leibwache des Kronprinzen Edvard geschafft, der mit seiner Intelligenz und seinem Mut die Hoffnung des Landes gegen die Übermacht von Sigurd ist. Als die beiden Brüder eines Tages in Tena erscheinen, bereiten sie die Übergabe des Dorfes an Sigurd vor, die nach Verhandlungen zwischen den Herrschern erfolgen soll. Doch Edvard wird von Fürst Zobel aus Tyr vergiftet. Als die Verhandlungen wegen Edvards Abwesenheit zu scheitern drohen, taucht die dem Prinzen zum Verwechseln ähnliche Freya in Verkleidung auf und kann das Schicksal ihres Landes retten. Doch bei einem darauf folgenden Anschlag wird auch Aaron getötet. Freya muss nun auf Dauer den Platz des Prinzen einnehmen, um ihr Land vor der Bedrohung aus Sigurd zu beschützen.

## Veröffentlichung
Die Serie erscheint seit August 2017 im Magazin Lala DX bei Hakusensha. Der Verlag bringt die Kapitel auch gesammelt in bisher elf Bänden heraus. Auf Deutsch erscheint der Manga seit September 2021 bei Altraverse in bisher elf Bänden (Stand: Juli 2024). Eine englische Übersetzung wird von Viz Media herausgegeben.